# هنگیفوس
هنگیفوس (به لاتین: Hengifoss) یک آبشار در ایسلند است که در Fljótsdalshreppur واقع شده‌است.